# Louise Lee
Louise Lee Si-Kei (kinesiska: 李司棋), född 26 september 1950 i Tianjin, är en hongkongsk skådespelare och före detta nyhetsjournalist.

## Filmografi (i urval)
- Portrait of Home I and II (2005)
- The In-Laws (2011)
- Sai Gai Ming Chu
- Chuk Nu Sing
- The Legend of the Book and the Sword (1976)
- Siu Sub Yat Long
- The Giants
- Vanity Fair
- The Passenger
- Nu Yan Sam Sub
- Chor Lau-heung
- Five Easy Pieces
- No Biz Like Showbiz
- Foon Lok Kwon Ying
- No One is Innocent
- Mo Seung Po
- The Misadventure of Zoo
- Sing Chun
- Ladies of the House
- The Woman Reporter

## Utmärkelser och nomineringar

### TVB Anniversary Awards
- 2007: Bästa skådespelare (Heart of Greed)
- 2008: Bästa kvinnliga karaktär (Moonlight Resonance)
- 2010: Lifetime Achievement Award